# Les Bamiléké dans le Cameroun d’aujourd’hui
Les Bamiléké dans le Cameroun d’aujourd’hui est un article de Jean-Marie Lamberton publié en 1960 dans la Revue Française de la défense. 
Cet article offre le regard de ce colon français, aux connaissances approfondies sur les Bamiléké, figées et essentialistes, sur les Bamiléké au moment de l'indépendance du Cameroun. Il aborde des aspects démographiques, sociaux, politiques et économiques.

## Description de l'article
L'article de Jean-Marie Lamberton se situe dans le contexte de l'indépendance du Cameroun et des troubles liés à la présence de la minorité Bamiléké. L'auteur souligne son manque de connaissance approfondie sur ce peuple et les difficultés à appréhender leurs problèmes dans un contexte africain et camerounais.
Jean-Marie Lamberton décrit les Bamiléké comme un peuple dynamique et important, représentant un tiers de la population camerounaise. Il aborde leur histoire, leur structure sociale et leur répartition géographique. L'auteur insiste sur leur originalité par rapport aux autres groupes ethniques du Cameroun.
L'article détaille l'organisation traditionnelle des Bamiléké autour des chefferies, dirigées par les Fong, et le rôle des sociétés dans la vie sociale et politique.
Jean-Marie Lamberton analyse les problèmes sociaux liés à la surpopulation, à la modernisation et à l'évolution des mentalités. Il aborde également la question foncière, la condition des femmes et l'implication des Bamiléké dans les mouvements de rébellion.
L'article met en évidence l'importance de Douala comme centre économique et politique où se déploient pour les Bamiléké, mais aussi comme lieu de marginalisation et de tensions sociales.
Implications politiques Jean-Marie Lamberton examine l'implication des Bamiléké dans des organisations politiques comme l'UPC et les tensions entre les revendications d'indépendance et de réunification. Il évoque également la possibilité d'un "Grand Bamiléké".

## Analyse de la source
L'article a été écrit en 1960, au moment de l'indépendance du Cameroun. Le contexte colonial est chargé de tensions politiques. L'auteur, qui écrit depuis une perspective française, introduit des biais ou des interprétations spécifiques.
Jean-Marie Lamberton reconnaît le manque de connaissances approfondies sur les Bamiléké et s'appuie sur des travaux fragmentaires et parfois contradictoires. Ses informations son incomplètes ou partiales.
L'article semble donner une vision statique et essentialiste de la société Bamiléké, en insistant sur les traditions et les structures ancestrales; sans nuances et tenant compte des évolutions de toutes sociétés et des transformations contemporaines.

## Le "problème Bamiléké"
L'expression "problème Bamiléké" utilisée par l'auteur est problématique, raciste, essentialise et stigmatise un groupe ethnique.

## Perspectives, regards et portées historiques
L'article écrit par Jean-Marie Lamberton offre un témoignage du regard postcolonial sur les Bamiléké au moment de l'indépendance du Cameroun. Il offre une perspective des enjeux et les défis auxquels sont confrontés les Bamiléké aux pouvoirs en place, ainsi que leur rôle dans l'histoire et la société camerounaise.
L’article du colonel Jean-Marie Lamberton permet de comprendre les mécanismes idéologiques et opérationnels de la répression française au Cameroun. 
Ce texte va au-delà du simple rapport militaire pour s’imposer comme une matrice intellectuelle de la contre-insurrection coloniale tardive. Sa signification se déploie sur la justification raciale de la violence d’État, sur la légitimation scientifique du néocolonialisme, sur la cristallisation des fractures ethniques et sur la modélisation des guerres contre-révolutionnaires modernes.
Jean-Marie Lamberton systématise dans son article une rhétorique déshumanisante de l’anthropologie coloniale. En qualifiant les Bamiléké de « caillou bien gênant dans la chaussure du Cameroun indépendant », il transpose les théories de la « guerre révolutionnaire » développées en Indochine vers le terrain africain. 
Avec l’argument démographique qui a une place centrale dans sa  construction; en insistant sur la « surpopulation » Bamiléké et leur « invasion » des villes comme Douala, Jean-Marie Jean-Marie Lamberton active le mythe du péril démographique, instrumentalisant les peurs coloniales d’un « grand remplacement » inversé. Ses chiffres – 80 000 Bamiléké sur 120 000 Africains à Douala – dramatisent une présence perçue comme menaçante pour l’équilibre des populations locales et du futur du Cameroun.
L’article se présente sous les atours d’une étude savante, mobilisant un appareil critique pseudo-universitaire. Les références à Griaule ou Richard-Mollard au second paragraphe, figures de l’ethnographie coloniale, cherchent à conférer une autorité scientifique à des présupposés racistes. Masquant des intérêts géostratégiques français derrière une posture de neutralité académique.
La section sur « l’histoire obscure » des Bamiléké nie la légitimité des ressortissants de ses ethnies à exister au Cameroun, justifie la tutelle française comme seule garante vers un état moderne. Son analyse des chefferies traditionnelles, décrites comme des structures « otages » de l’anarchie, prépare intellectuellement leur remplacement par une administration centralisée sous contrôle de la France et de Ahmadou Ahidjo.
Le texte apparait comme un manuel de guerre psychologique, donnant le cadre conceptuel aux opérations militaires en cours. Les « centres de regroupement » – camps de concentration déguisés comme celui de Bangou – trouvent dans l’article leur justification : isoler une population présentée comme rebelle. Les méthodes décrites par Michel Debré (ratissages, bombardements) s’appuient sur cette diabolisation préalable des Bamiléké.
Jean-Marie Lamberton théorise la militarisation totale de l’espace social :
- Utilisation des dispensaires comme postes de surveillance
- Détournement des écoles à des fins de propagande
- Recrutement de milices ethniques rivales

Cette approche « civilo-militaire » systématise l’empreinte sécuritaire française sur les institutions camerounaises naissantes.
L’article opère une réduction stratégique du politique à l’ethnique. En présentant le conflit contre l’UPC comme une « question Bamiléké », Jean-Marie Lamberton fournit le mode d’emploi de la contre-insurrection :
1. Ethniciser les revendications indépendantistes
2. Opposer les groupes autochtones via des milices instrumentalisées
3. Nier toute dimension nationale au mouvement upéciste

La lecture des événements transcrits dans cet article influencera la politique d’Ahidjo. La répression post-indépendance, menée par des officiers français intégrés à l’armée camerounaise, appliquera méthodiquement ces préceptes.
Le texte de Lamberton est une matrice qui conçoit le néocolonialisme au Cameroun. La diabolisation des Bamiléké comme « élément étranger » légitime leur exclusion du pouvoir central – une exclusion qui persistera après Ahidjo. Les thèses sur leur « inassimilabilité » servent à justifier les discriminations dont ils feront l’objet.
La construction d’un État centralisé, présentée comme remède à « l’anarchie bamiléké » concentre le pouvoir à Yaoundé. Les réformes administratives des années 1960-1970 (suppression du fédéralisme, contrôle des chefferies) reprennent les recommandations implicites du texte de Jean-Marie Lamberton.
L’article occulte les crimes coloniaux . En présentant les massacres (20 000 à 400 000 morts) comme des « convulsions ethniques », Jean-Marie Lamberton dédouane la France. Cette narration imprégnera l’historiographie officielle camerounaise, rendant impossible tout travail de mémoire jusqu’aux révélations des années 2000.

## Impacts
Le tabou Bamiléké trouve ses racines dans ce texte. La diabolisation initiale donnera des stéréotypes anti-bamiléké dans qui explosent à l'ère dans des discours contemporains à l'ère des réseaux sociaux.
Les concepts développés par Lamberton se retrouvent dans l’empire français :
- En Algérie, les « zones interdites » reprennent le modèle des centres de regroupement camerounais
- Au Tchad (années 1970), la France réutilisera les techniques de milicisation ethnique
- Au Rwanda, les réseaux Foccart appliqueront les mêmes méthodes de division Hutu/Tutsi

En racialisant les enjeux politiques, Jean-Marie Lamberton fourni un modèle aux dictatures postcoloniales :
Ce legs empoisonné explique en partie la résurgence des conflits identitaires dans la région des Grands Lacs et en Afrique centrale. La « bamilékéïsation » des opposants politiques reste une tactique courante.
Des décennies après sa publication, l’article de Jean-Marie Lamberton impacte les relations Bamiléké - pouvoirs. Plus qu’un simple document historique, ce texte révèle les soubassements idéologiques d’une décolonisation jamais aboutie; d’un impérialisme qui recycle les vieux démons du racisme et de la domination, dans un mélange de scientisme et de violence institutionnalisée. 
La résurgence des débats sur les massacres au Cameroun, les demandes de reconnaissance formulées par la diaspora Bamiléké ramènent au texte de Jean-Marie Lamberton. 